# Hans Kennemark
Hans Åke Gustav Kennemark, född 24 februari 1965 i Sandhems församling i Jönköpings län, är en svensk fiolspelman, trubadur och kompositör som blev riksspelman 1985, på västgötalåtar. Han spelar solo och i grupperna Tritonus, Gunnel Mauritzon Band, Septentrio och i trion Nordik Tree tillsammans med de finska musikerna Arto Järvelä och Timo Alakotila. Kennemark var en av medlemmarna i Bäsk och Forsmark Tre.
Sedan 1990 undervisar Kennemark på Sjövikskursen - Låtar på Västgötska - folkmusikkursen för ungdomar som hålls en vecka varje sommar på Sjöviksgården i Sjövik, Västergötland. Han undervisar regelbundet på Högskolan för Scen och Musik vid Göteborgs Universitet.
Han har skrivit en folkmusikmässa, I välsignan och fröjd samt ett requiem, Nu är en dag framliden, med texter av Alf Hambe och flera andra körverk med texter av denne.
Hans Kennemark bor i sin födelseort Sandhem efter 24 år i Göteborg. Hans barn Olof och Kristin Kennemark är också folkmusiker. 

## Priser och utmärkelser
- 1999 – Hambestipendiet

## Diskografi (urval)
- 1982 − Forsmark x 3 i Alphems arboretum med Forsmark Tre
- 1992 − Västgötalåtar med Forsmark Tre
- 1999 − Bäsk (CD, MNW)
- 2002 – Bäsk: Släkt (CD, Music Network)
- 2009 – Requiem - Nu är en dag framliden − Alf Hambe och Hans Kennemark[6]
- 2013 – Nordic folk music med Septentrio bestående av Hans Kennemark, finska Hannu Kella och belgisk-argentinska Leonor Palazzo (ARC Music)
- 2014 – … va gevet! − Billy Lätt (medverkan av Hans Kennemark, Harald Kennemark och Rebecka Westin)[7]
- 2016 – Månsing med Jenny Gustafsson och Hans Kennemark[8]